# Zone paysagère protégée du delta de Glomå
La zone paysagère protégée du delta de Glomå  est située  dans la commune de Rana, Nordland. La réserve est située dans le hameau de Langvassgrenda et se compose d'un delta où les rivières Glomåga et Nordelva se jettent dans le lac Langvatnet. La région a une vie sauvage importante parce que c'est une zone humide avec des oiseaux et une précieuse végétation propre aux marais. La zone paysagère est entourée d'aires protégées plus petites : réserve naturelle de Fisktjørna, réserve naturelle de Hammarnesflåget. Le parc national de Saltfjellet-Svartisen n'est situé qu'à environ dix kilomètres au nord de la zone paysagère. Le domaine a été créé en 1997 et a une superficie de 5,9 km2.